# لادسون (کارولینای جنوبی)
لادسون(به انگلیسی: Ladson) شهری در ایالت کارولینای جنوبی کشور ایالات متحده آمریکا است که جمعیت آن در سرشماری سال ۲۰۱۰ میلادی، ۱۳٬۷۹۰ نفر بوده‌است.